# Vicente Guerrero
Vicente Ramón Guerrero Saldaña (Tixtla, Intendencia de México; 10 de agosto de 1782 - Cuilápam, Oaxaca; 14 de febrero de 1831) fue un político y militar mexicano de origen indígena nahua y afrodescendiente que se desempeñó como presidente de México entre el 1 de abril de 1829 y el 17 de diciembre de 1829.
Durante la guerra de Independencia de México fue jefe de la insurgencia en la etapa de resistencia (1816-1821). Tras varios enfrentamientos con el general Agustín de Iturbide entre diciembre de 1820 y enero de 1821 en los que Iturbide no pudo derrotarlo, pactó con él mediante el Abrazo de Acatempan en febrero de 1821. Posteriormente, promulgó el Plan de Iguala en el que el bando insurgente y la facción realista de Iturbide se unieron para formar el Ejército Trigarante. Finalmente el 27 de septiembre del mismo año el Ejército Trigarante entró a la Ciudad de México consumándose la Independencia.
Tras la consumación fue miembro suplente del Supremo Poder Ejecutivo que fungió como gobierno provisional entre abril de 1823 y octubre de 1824 y ministro de Guerra y Marina en un breve periodo en diciembre de 1828 durante la presidencia de Guadalupe Victoria. 
Salió derrotado en segundo lugar en las elecciones federales de 1828, por lo que le correspondía el cargo de vicepresidente. Sin embargo, debido a las constantes presiones de sus partidarios que defendían el argumento que el presidente electo Manuel Gómez Pedraza se negaba a concluir la expulsión de los españoles del territorio nacional, el Congreso Constitucional anuló las elecciones nombrándolo ganador. Tuvo un breve gobierno entre abril y diciembre de 1829; teniendo como acontecimientos destacados, la abolición definitiva de la esclavitud y la Batalla de Tampico, que significó la derrota final de los intentos de reconquista española. 
Abandonó inicialmente el cargo de forma temporal para enfrentar el golpe de estado del vicepresidente Anastasio Bustamante, ante la derrota su licencia en el cargo se tornó definitiva. Se mantuvo en combate y escondido en el sur del país los siguientes dos años, en 1831 cuando fue capturado y condenado a muerte por una corte marcial —después declarada inconstitucional— y fusilado por órdenes del presidente que lo derrocó, dos años atrás, Anastasio Bustamante.
Por decreto del 16 de noviembre de 1833 fue declarado Benemérito de la Patria y en 1849 se creó en su honor el Estado de Guerrero.

## Primeros años

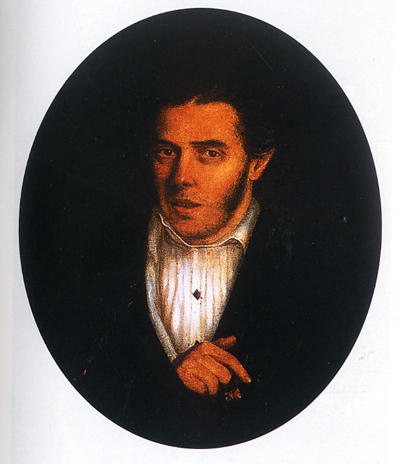
Retrato de Vicente Guerrero en ropa de civil, siglo XIX

En el Padrón de familias de españoles, castizos y mestizos del partido de Tixtla, por fin de abril de 1791, censada en la casa número 59 del sector “Arrabal” de dicho pueblo quedó establecido que el padre de Vicente Guerrero (en el momento del censo, de 8 años) y su hermana María (de 17 años), se llamaba Juan Pedro Guerrero y que era mestizo, de 36 años, arriero, ausente, casado con María Rodríguez, española de igual edad. Pasó sus primeros años haciendo labores con su padre Juan Pedro Guerrero y tío Diego Guerrero en los oficios y negocios de su familia.[cita requerida] Fue un hombre de ascendencia española, indígena nahua y africana.
Guerrero fue arriero. A principios del siglo XIX, su natal Tixtla era uno de los centros más poblados y productivos del Sur de México y durante la época virreinal, el ser arriero de oficio y bien establecido permitía privilegios como el de poseer animales de carga (caballos y mulas), portar armas (para protegerse de los salteadores de caminos), ejercer el comercio y tratar directamente con los comerciantes más ricos. Así pues, la prosperidad de su padre como campesino, arriero, comerciante, y armero, la posición de su tío Diego Guerrero dentro de la milicia española, y el empeño de su familia le permitió una educación de lo más completa para la época a través de profesores particulares.[cita requerida]
Su padre, Juan Pedro Guerrero Tescucano, y sus hermanos se dedicaban a la armería, por lo que Guerrero aprendió a manejar, dar mantenimiento, reparar y forjar armamento como espadas, fusiles y cañones. Era también responsabilidad de los armeros almacenar el armamento del ejército regional. Su padre y uno sus hermanos Diego pertenecían a la milicia española, bajo las órdenes del Capitán Antonio Galeana, de Tecpán y del subteniente Víctor Bravo, de Chilpancingo. Esto permitiría a los jóvenes Guerrero desenvolverse entre ejercicios de tiro y combate cuerpo a cuerpo, revistas de armamento y prácticas de maniobras militares. Por el negocio de arriería de su padre, se convirtieron además en hábiles jinetes.
Por la arriería llegarían también a conocer a detalle todo el sur y suroeste (incluido el camino hacia Ciudad de México), a coordinar y movilizar hombres y carga, y a sobrevivir al aire libre, en los montes y bosques. Aprendieron también a leer y a escribir y a manejar los números y las matemáticas básicas, además de adquirir algunos conocimientos rudimentarios de mecánica práctica necesarios para realizar sus oficios. No adquirieron la formación de un jurista, un literato, un teólogo o un militar burgués, ni estaban acostumbrados a los tratos de la vida urbana —razón por la cual posteriormente se etiquetaría frecuentemente a Guerrero como carente de educación—, sin embargo su preparación 'de campo' era de las más formales de la época, pues adquirieron habilidades que no estaban al alcance de la mayoría de la población del virreinato.[cita requerida]

"El general Guerrero es un mexicano que nada debe al arte y todo a la naturaleza. Tiene un talento claro, una comprensión rápida, y extraordinaria facilidad para aprender. No habiendo recibido ningún género de educación (N.B. educación 'formal'), y habiendo comenzado su carrera en la revolución, muy pocas lecciones pudo tomar de elocuencia y cultura en los cerros y bosques, entre indígenas y otras castas, a cuya cabeza hacía una guerra obstinada a los españoles. Su genio sólo pudo conducirle hasta el punto a que le hemos visto llegar, y su constancia es a la verdad un testimonio irrefragable de que posee virtudes sociales. Se dispensaba la poca urbanidad de su trato familiar y algunos resabios del hombre de los bosques, en obsequio de sus grandes servicios, y más que todo de su humanidad y de su amor constante por la libertad."
Lorenzo de Zavala, 1831, descripción de Vicente Guerrero

Las habilidades adquiridas durante su juventud le servirían para combatir a los realistas durante la Guerra de Independencia. Guerrero no solo era hábil con la espada, el sable, la pistola, el fusil y la bayoneta tanto a pie como a caballo, sino también con la lanza, la reata y el machete, armas que en manos de los insurgentes surianos llegarían a ser temidas por los realistas. El conocimiento del territorio suriano también llegaría a ser una ventaja importante en las futuras batallas, al igual que la habilidad de Guerrero para construir fortines provisionales sobre cerros y tierras altas para defender los poblados y posiciones bajo su control.
La artillería sería también otra novedad con la que los realistas se toparían en el suroeste: los insurgentes llegaron a fundir campanas y máquinas de sus haciendas para construir cañones y fusiles, además de utilizar aquellos que tomaban de los realistas. Guerrero establecería en las cercanías de Atlamajalcingo una fundición para forjar armamento y una casa de moneda, fabricando también pólvora y municiones.
Aunque de familia considerada a menudo humilde, su padre, Juan Pedro Guerrero, era bien conocido y respetado, llegando el gobierno virreinal a indultar a prisioneros insurgentes por intervención suya. Los Guerrero mantenían relaciones comerciales con los agricultores y hacendados importantes del sur, como los mismos Bravos y Galeanas.[cita requerida] Contrajo matrimonio con María Guadalupe Hernández, con quien tuvo una hija, María Dolores Guerrero. Fue abuelo del político, intelectual y militar mexicano Vicente Riva Palacio.[cita requerida]

## Independencia de Nueva España

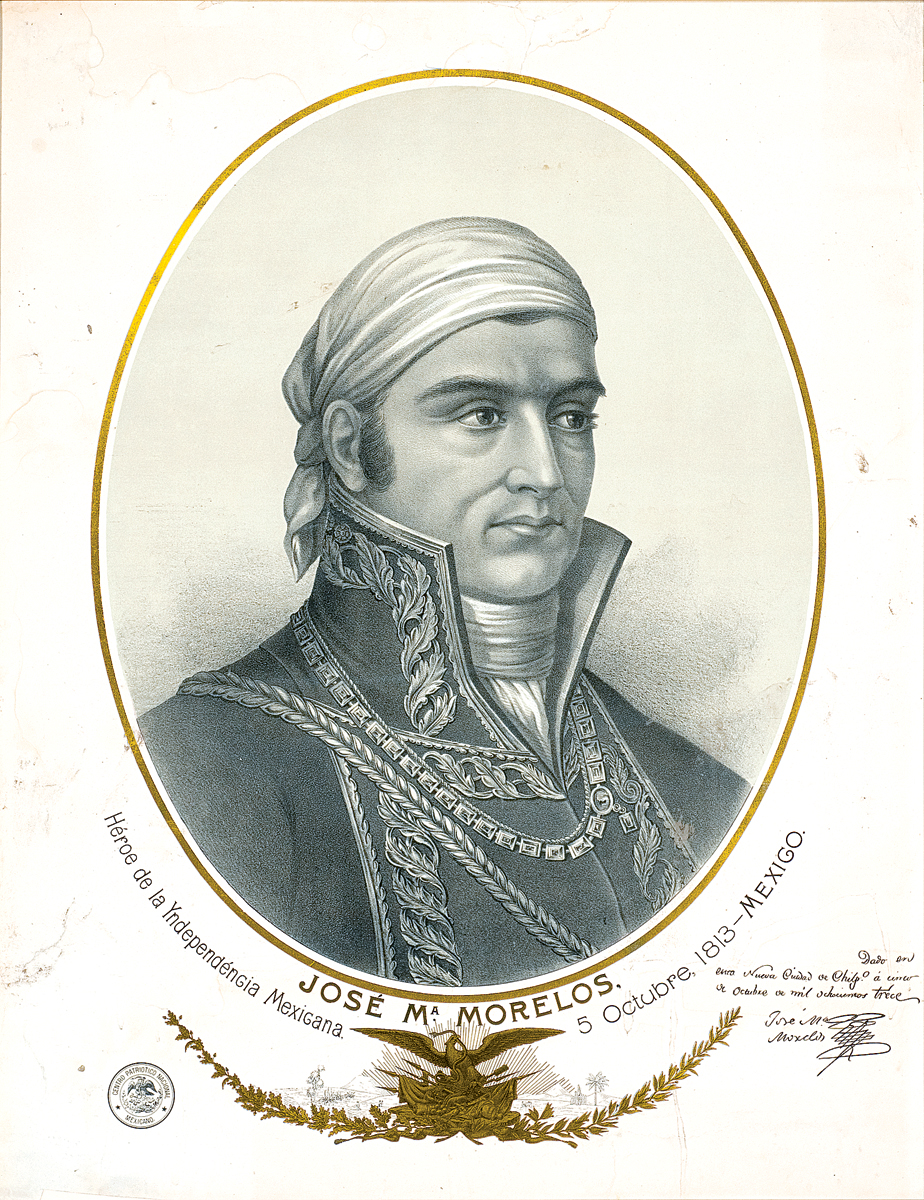
Guerrero empezó militando bajo el mando del Generalísimo José María Morelos.

### Primeros años de Lucha
Tras estallar la guerra de independencia, fue testigo del arribo de las tropas de José María Morelos e Isidoro Montes de Oca a Técpan, siendo convencido ahí mismo de unirse al movimiento. Comenzó su carrera militar en 1810 bajo las órdenes directas de Hermenegildo Galeana. Debido al carácter aguerrido, arrojo y valor que caracterizaba a ambos, dicha mancuerna sería después conocida por su liderazgo, tras dirigir y participar en furiosas cargas de caballería y feroces embates de infantería. Su incorporación y la de los demás combatientes del Sur produjo un cambio en la estrategia militar de los insurgentes, ya que los surianos preferían el ataque frontal al enfrentar a los contingentes realistas y daban preferencia a la formación de cuerpos militares bien organizados. En 1811, ya con el grado de capitán, el general José María Morelos lo comisionó para atacar la población de Taxco. 

Un hombre que se presenta en el teatro de una revolución y en un país, cuyos recursos se hallan agotados por la guerra; que se ve rodeado de enemigos tanto interiores como exteriores: que no lleva en su compañía más que uno o dos fieles amigos que le siguen en su desgracia, sin más armas que un fusil sin llave, y dos escopetas: que con ellos da principio a la campaña, derrota varias divisiones parcialmente, sufre toda clase de trabajos y privaciones por espacio de seis años en los bosques y cañadas; siendo objeto de la más tenaz persecución de las mejores tropas y jefes del gobierno: que logra reunir una fuerza de cuatro mil soldados en la extensión de más de doscientas leguas: que los disciplina, arma, y sitúa en los mejores puntos militares: que coadyuva con ellos eficazmente a hacer la independencia mexicana, y qué por último ocupa el asiento de la primera magistratura de la Nación; es sin duda uno de aquellos fenómenos en política, y que apenas se hace creíble aun a los mismos que lo presenciamos... Tal fue el general D. Vicente Guerrero.
Carlos María Bustamante, 1838, descripción de las campañas de Vicente Guerrero durante la Guerra de Independencia

Vicente Guerrero se distinguió en la batalla de Izúcar, el 23 de febrero de 1812, donde como segundo al mando del general Mariano Matamoros derrotan al general brigadier Ciriaco del Llano. El 23 de julio de 1812 participa en el Sitio de Huajuapan, donde su caballería, en combinación con la de Hermenegildo Galeana, derrota al capitán realista Juan Antonio Caldelas, uno de los principales defensores, siendo Guerrero el primero en romper el cerco. La victoria insurgente en Huajuapan hacía fácil la toma de la Ciudad de Oaxaca, recomendada por Guerrero y Valerio Trujano. Sin embargo, en lugar de ello, Morelos decide partir hacia Tehuacán. Guerrero continuó bajo las órdenes de Morelos, siendo comisionado para combatir en el sur del estado de Puebla.

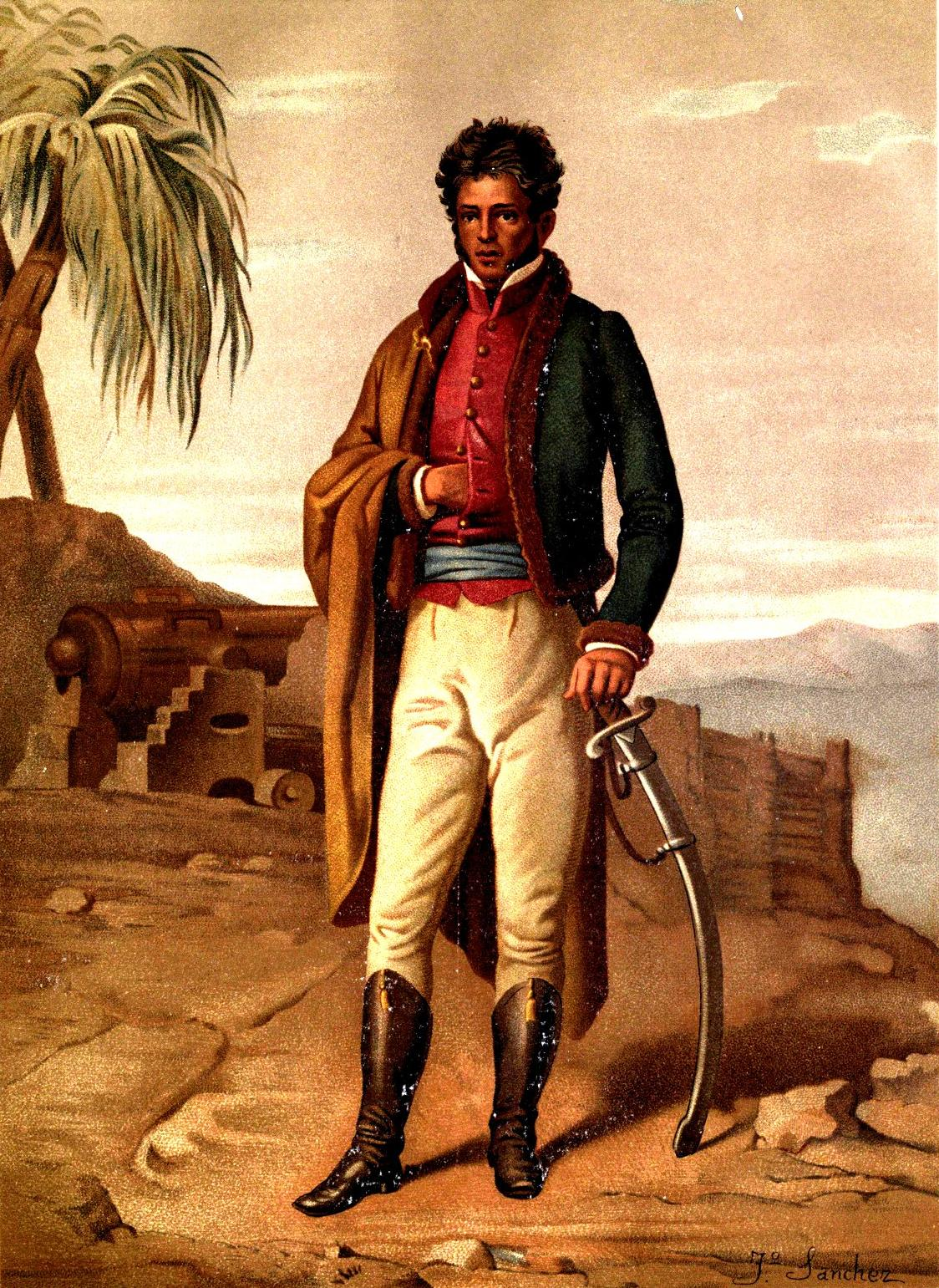
Vicente Guerrero (óleo de 1890)

Tras la victoria de los realistas en la batalla de Puruarán, Gabriel de Armijo toma Chilpancingo obligando al Congreso de Anáhuac a movilizarse. Guerrero se encarga de custodiarlos y escoltarlos al mando de un regimiento de 400 hombres. Después es comisionado por Morelos para combatir en los estados del sur de México, a donde se dirige llevando consigo solo un asistente. A comienzos de 1816, con la muerte de José María Morelos, la mayoría de los jefes insurgentes se retiran de la lucha y esta declina. A pesar de ello, Guerrero continúa combatiendo en los estados del sur durante el periodo llamado de Resistencia. Al igual que otros insurgentes surianos, se distinguió por organizar y contar con milicias profesionales, con buenos jinetes y hombres hábiles en el uso de las armas y la artillería. Fue derrotado en la Batalla de Cañada de Los Naranjos, pero luego venció a Zavala y Reguera en Azoyú, y a Samaniego y a La Madrid en Piaxtla. El 15 de septiembre y el 30 de septiembre de 1818 venció al Comandante del Sur José Gabriel de Armijo en las batallas de El Tamo y Cerro de Barabás casi aniquilando a sus contingentes realistas. El 5 de diciembre de 1819 es derrotado en la batalla de Agua Zarca, logrando escapar de los realistas.
Al igual que otros líderes de la insurgencia en el sur, Guerrero equipó, entrenó y uniformó a sus hombres de la mejor manera posible. El grupo militar más cercano a él, bajo sus órdenes directas, era conocido como el Regimiento de San Fernando, el cual estaba formado inicialmente por 500 soldados. Guerrero recibió licencia de formarlo tras alcanzar el grado de coronel. El regimiento se destacaría por su valor y destreza a lo largo de la lucha armada, convirtiéndose en uno de los regimientos de élite de la insurgencia. Justo después de su formación, lograron derrotar a las fuerzas más numerosas del realista La Madrid, quién los había subestimado. La milicia de Guerrero creció con el tiempo, estando otros regimientos al mando de sus subordinados.

### "La Patria es Primero"
Ya desde 1815, Félix María Calleja se ufanaba de haber extinguido la causa insurgente en Guanajuato, cuna del movimiento, a través del uso de tropas numerosas y fuertes medidas represoras. Estando la lucha insurgente en decadencia o bien agobiada por los realistas en muchos puntos del país, Juan Ruiz de Apodaca llevó a cabo una política de indultos, por lo que muchos de los jefes independentistas comenzaron a rendirse. Vicente Guerrero fue de los pocos que no aceptaron el indulto. Esto fue resaltado en 1831 por Lorenzo de Zavala, quien escribió en su Ensayo sobre las revoluciones de México la anécdota de que Pedro Guerrero, padre del caudillo, fue personalmente a ofrecer el perdón del virrey. El jefe insurgente, de acuerdo con Zavala, dijo entonces: "Señores, este es mi padre, ha venido a ofrecerme el perdón de los españoles y un trabajo como general español. Yo siempre lo he respetado, pero la patria es primero".
Cabe señalar que los otros historiadores de la insurgencia, como Carlos María de Bustamante o Lucas Alamán, no mencionan ese episodio. Zavala afirmó que fue un comentario personal que le hizo el mismo Vicente Guerrero, pero no hay evidencia documental de que don Pedro hubiera sido enviado para ofrecer el indulto.
Durante muchos años, la frase "la Patria es Primero" se encontraba en numerosas arengas. La frase completa es "el amor a la patria es primero". En España, frente a la invasión francesa, se insistió en el amor que debían tener los patriotas a la trinidad compuesta por el rey, la religión y la patria. Esto hizo que el apotegma mencionado fuera referido en varias publicaciones de la época. La ocasión más famosa es de 1813, cuando Simón Bolívar intentó consolar a un padre, cuyos hijos habían sido sacrificados en la guerra de independencia. Según las memorias de Daniel Florencio O'Leary, el Libertador habría improvisado los siguientes versos: "Y tú, padre, que exhalas suspiros / al perder el objeto más tierno / interrumpe tu llanto y recuerda / que el amor a la Patria es Primero".
La mayoría de los historiadores del siglo XIX no prestó atención a ese apotegma atribuido a Guerrero. No fue hasta el siglo XX cuando la historiografía patriótica lo resaltó. En 1971, el Congreso de la Unión promovió a Vicente Guerrero como "verdadero consumador de la independencia" y puso esa frase en letras de oro en el Muro de Honor.

### Líder de la insurgencia y victorias sobre jefes realistas

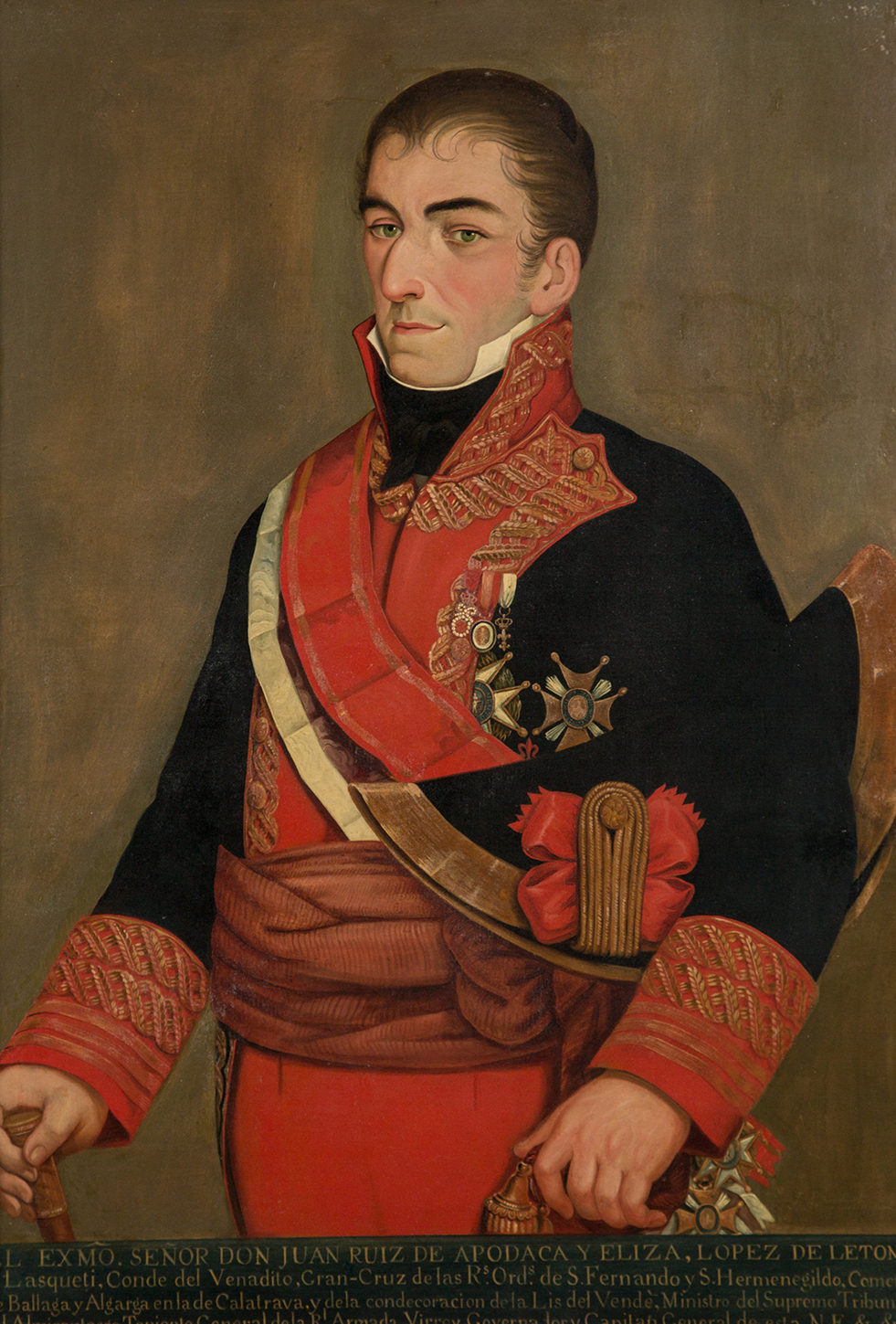
Juan José Ruiz de Apodaca, virrey y jefe político superior de la Nueva España entre septiembre de 1816 y julio de 1821.

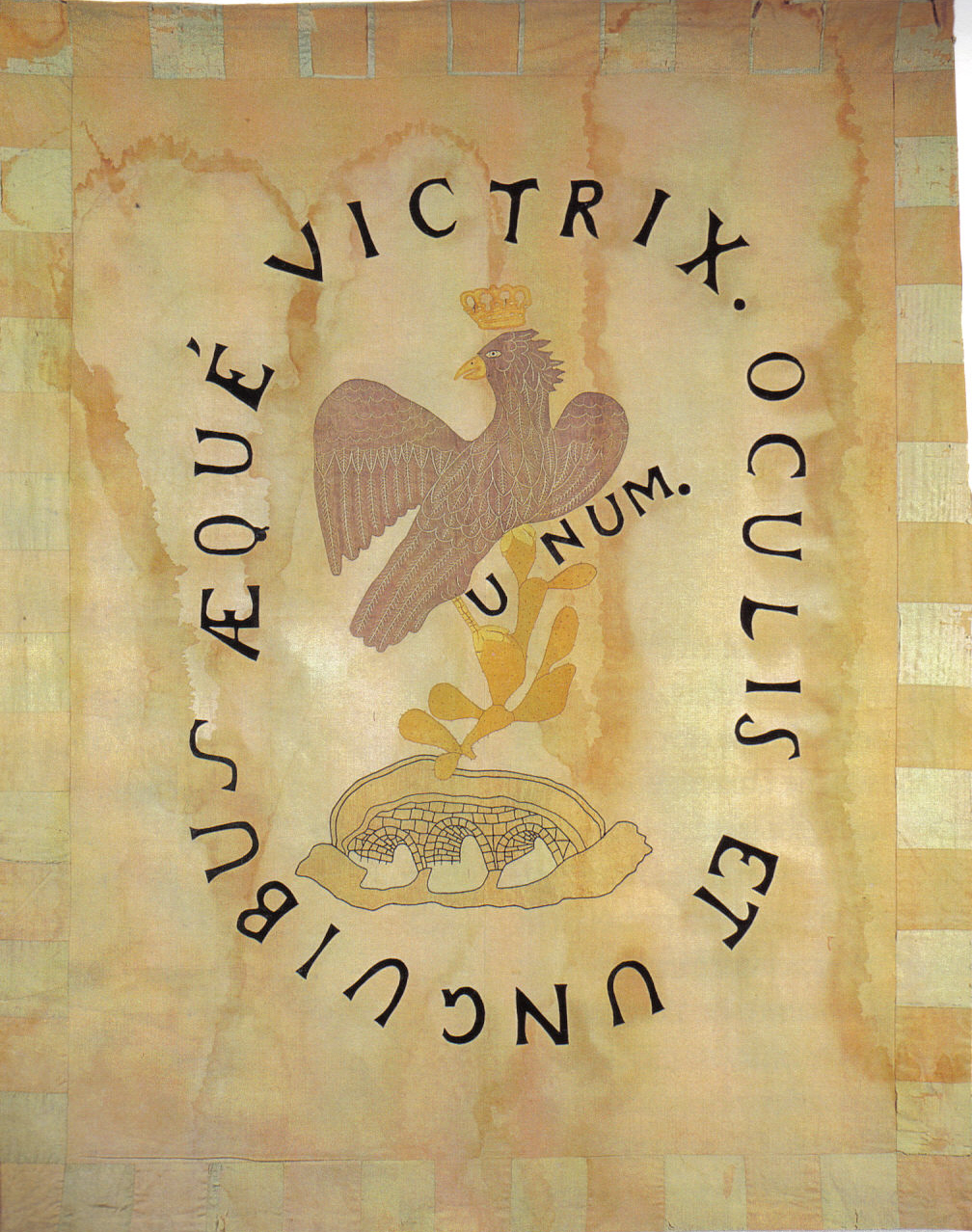
Estandarte del Regimiento de San Fernando, antes enarbolado por José María Morelos.

En 1818, Guerrero es nombrado General en Jefe de los ejércitos del Sur por el remanente del Congreso de Chilpancingo, la Junta de Jaujilla. Esto sería ratificado en 1820 por la Junta Subalterna, otorgándole "toda la autoridad y el mando" de las milicias insurgentes.
Ante la pérdida de confianza de los realistas tras las largas campañas, Vicente Guerrero aprovecha el momento y escribe una carta al coronel Gabriel de Armijo, jefe de las fuerzas realistas del sur, a cargo de combatirlo. En la misiva le invita a que se una a la causa insurgente para alcanzar así la independencia, presentándole una propuesta muy similar al Plan de Iguala. Armijo rechaza rotundamente la oferta.
En 17 de agosto de 1820, Guerrero escribe ahora al coronel Carlos Moya, subalterno de Armijo, Moya también rechaza la oferta, pero con cortesía e invitando a Guerrero a rendirse. La misiva llega a manos de Apodaca. A pesar de ello, el virrey no rompe su contacto con Guerrero. Debido a esto, a las derrotas constantes, y a lo remoto de llegar a someter a Guerrero como se le exigía, Armijo renuncia al cargo de la Comandancia del Sur dejando el puesto vacante. Es reemplazado por Agustín de Iturbide, el 9 de noviembre de 1820, por propuesta del grupo de la Conspiración de La Profesa. Estos secretamente pretendían también la independencia, pero aspiraban crear una monarquía mexicana gobernada por un Infante de España, restaurar el absolutismo y abolir la Constitución de Cádiz, pues ésta era de corte liberal y quitaba privilegios a la clase acomodada y a la nobleza novohispana concediendo algunos derechos a la población en general.
Guerrero continuó manteniendo su foco de insurrección junto a su mano derecha, Pedro Ascencio de Alquisiras, en la zona montañosa del estado que hoy lleva su nombre, Guerrero. Para su campaña contra Guerrero, Iturbide tuvo a su cargo el batallón realista de la Comandancia del Sur, antes bajo las órdenes de Armijo, el cual comprendía el Batallón del Sur, el regimiento de Potosí, los escuadrones de Isabel, los Infantes de la Corona, el Batallón de Murcia y el Batallón de Tres villas. Posteriormente, a petición suya se le unieron también los regimientos de Celaya y el cuerpo de caballería de la Frontera.
Guerrero enfrentó al ejército realista al mando de Agustín de Iturbide. Este al igual que sus antecesores, no puede derrotar a Guerrero, perdiendo como ellos la mayoría de las batallas contra los insurgentes surianos. El 28 de diciembre de 1820, Ascencio de Alquisiras destruye la retaguardia del ejército de Iturbide, daña fuertemente una de sus alas y dispersa su centro. El 2 de enero, Guerrero rompe el sitio de Zapotepec, corta la línea realista y destroza al batallón realista del Sur. El 25 de enero Ascencio de Alquisiras vuelve a derrotar a Iturbide cerca de Totomaloya. Dos días después, el 27 de enero, Guerrero propina otra fuerte derrota a los realistas cerca de la "Cueva del Diablo", tras una dura batalla que se prolongó todo el día. Estos combates fueron los últimos de la Guerra de Independencia, pues Iturbide, al darse cuenta de que no podía derrotar a Guerrero, le propone entrevistarse.

### Acuerdo con Iturbide y consumación de la Independencia

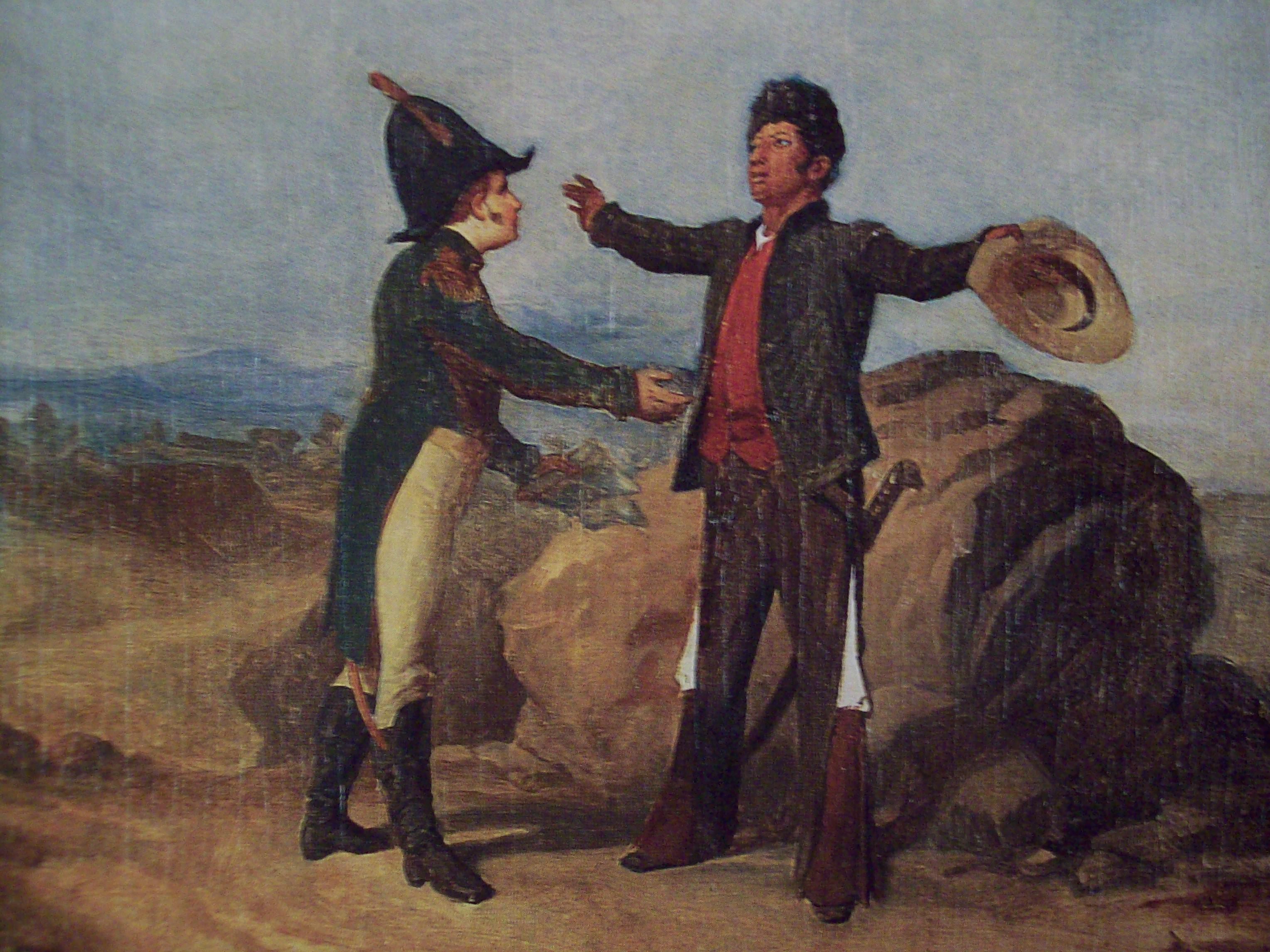
Abrazo de Acatempan, pintado por Román Sagredo en 1870, óleo sobre tela.

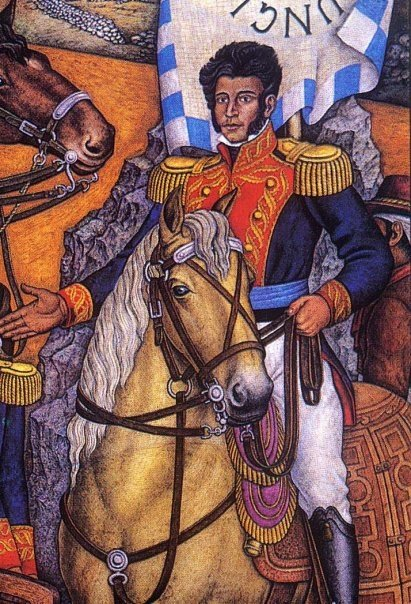
Guerrero en el mural de O'Gorman Retablo de la independencia, elaborado entre 1960 y 1961.

Agustín de Iturbide le propone a Guerrero una alianza para lograr que algún miembro de la nobleza española llegase a gobernar a la Nueva España como monarca, prometiendo a Guerrero posición y soporte económico para él y sus tropas. Iturbide señala a Guerrero que de no aceptar, las hostilidades hacia los insurgentes surianos se incrementarían.
Guerrero no acepta, pero le propone, al igual que a sus antecesores, una alianza a favor de la libertad, la justicia social, y un gobierno mexicano dirigido por los 'hijos de la patria' (verbigracia: los futuros mexicanos), prometiendo a Iturbide cesar las hostilidades y poner su ejército a sus órdenes para tal fin. Guerrero argumenta señalando la desconsideración, prepotencia, escarnio y represalias por parte del gobierno español hacia los ciudadanos de la Nueva España cuando estos, a través de sus representantes, pidieron garantías de igualdad y reconocimiento a sus derechos civiles; esto a pesar de que la entonces provincia apoyó moral y económicamente a España durante la reciente invasión francesa.
Además le recuerda a Iturbide que es también su obligación velar por el bienestar de sus conciudadanos, puesto que siendo americano, conocía de sobra las injusticias hacia sus compatriotas (a diferencia de sus antecesores, Iturbide no era ciudadano español). Finalmente, Guerrero señala a Iturbide que contando los novohispanos con la fuerza y valor suficiente para hacer valer sus derechos y gobernarse a sí mismos, al igual que los otros pueblos libres y nobles del mundo, sería una vergüenza someterse a otros suplicando que se los respetasen como un gesto de magnanimidad, por lo que apunta a Iturbide que en caso de una negativa de su parte, él y los insurgentes a su cargo tenían la capacidad de continuar con la lucha hasta obtener la victoria, y que entonces, cualquier otro asunto lo discutirían en el campo de batalla.
Iturbide acepta la proposición de Guerrero y su acuerdo se sella con el llamado Abrazo de Acatempan el 10 de febrero de 1821. Para el 24 de febrero se promulga el Plan de Iguala con el cual se unen los ejércitos (insurgente y realista) formando así el ejército de las tres garantías o Ejército Trigarante. Finalmente, el 27 de septiembre de 1821, el Ejército Trigarante entra a la Ciudad de México desde diferentes rumbos, formando una columna al frente de la cual iba Agustín de Iturbide, terminando así la guerra de Independencia de México.

## Imperio

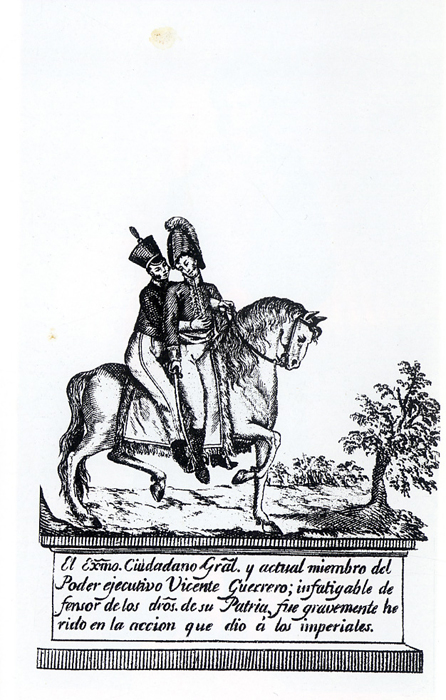
Prónostico de José Joaquín Fernández de Lizardi en el que erróneamente augura la derrota de Guerrero contra el imperio de Iturbide, 1824.

Tras la independencia, Vicente Guerrero fue nombrado "capitán general en el rumbo del sur". Como a los demás comandantes, se le condecoró con la Gran Cruz de la Orden de Guadalupe. Junto con otros antiguos insurgentes como José Manuel de Herrera, Andrés Quintana Roo y Nicolás Bravo, Guerrero formó parte del primer círculo del gobierno imperial. En diciembre de 1822, Antonio López de Santa Anna se rebeló contra Iturbide, en favor de una república.
El emperador decidió entonces vigilar a personas sospechosas, incluidos Guerrero y Bravo. Al mismo tiempo, el marqués de Vivanco, uno de los más cercanos colaboradores de Iturbide, intentó quitar a Guerrero el mando del Sur. Esto ocasionó que decidiera escapar de la ciudad de México, junto con Bravo. En enero, en un enfrentamiento en Chilapa, sufrió una herida que lo dejó fuera de combate por algún tiempo; pero Bravo pudo seguir la lucha.
A la caída del emperador Agustín I, Vicente Guerrero fue elegido miembro suplente del Supremo Poder Ejecutivo del 1 de abril al 10 de octubre de 1824, cuando el Gral. Guadalupe Victoria asumió el cargo de primer presidente de México.

## República
Tras la caída del Primer Imperio, Guerrero participó en la vida política a través de las logias masónicas del Rito de York. Aunque combatió la rebelión de Vicente Gómez en 1824, que pretendía expulsar a los españoles, abogó en contra de la expulsión de estos decretada por el gobierno de Guadalupe Victoria, se apegó estrictamente a las leyes al respecto durante su gobierno, evitó la expulsión de algunos de ellos (como el padre de Mariano Arista y los hijos del Virrey Iturrigaray), y fue señalado como el único hombre capaz de detener movimientos populares violentos en contra de 'los gachupines', como el pueblo les llamaba, en 1829 el mismo Guerrero les retiró el apoyo al descubrirse los planes de múltiples grupos de españoles para 'reconquistar' México.

"Montenegro ha prometido a todos los españoles expulsados de México que no se presentaron a implorar la clemencia del Rey NS (N.B "Nuestro Señor") y ofrecerles sus servicios, que serán acogidos de nuevo por el titulado Gobierno de Guerrero"
Francisco Tañón, 27 de noviembre de 1829, Cónsul español en Nueva Orleans, sobre promesa de Guerrero comunicada a través del Coronel Montenegro y del Conde de Moctezuma

Cuando Nicolás Bravo se alzó en armas en contra del gobierno de Guadalupe Victoria, en 1828, Guerrero fue enviado a combatirlo, y lo derrotó en Tulancingo.

### Elecciones Presidenciales

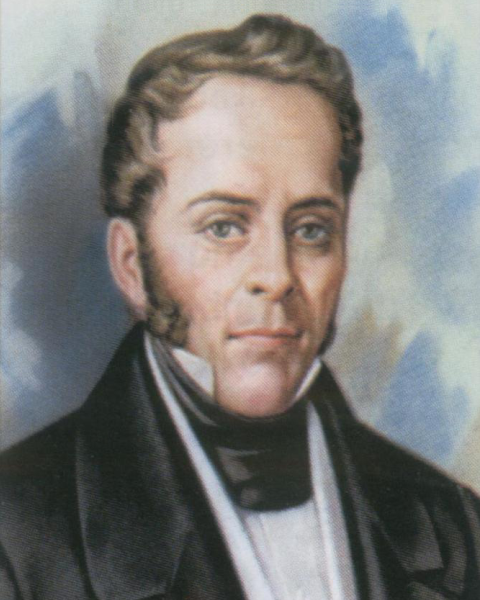
Ministro de Guerra y Marina del presidente Guadalupe Victoria y candidato opositor a Guerrero durante las elecciones presidenciales de 1828

Con el apoyo de Lorenzo de Zavala, de Joel Roberts Poinsett y de otros destacados yorkinos, se postuló a la presidencia de la república en sustitución de Guadalupe Victoria. Durante está época se definieron tres clases sociales: la suprema, compuesta por los antiguos nobles, los capitalistas rancios y el alto clero; la media compuesta por los literatos, maestros, soldados, pequeños comerciantes y empleados; y la ínfima a la que pertenecían los más pobres. Guerrero era muy popular entre estás dos últimas -las más numerosas- al igual que entre algunos miembros de la clase alta, pues representaba los ideales liberales e igualitarios de la insurgencia, superando en este rubro a su principal contendiente, Manuel Gómez Pedraza. A Guerrero se le identificó como el "candidato de clase media". Pedraza era escocés, identificado con la oligarquía, los aristócratas y conservadores que apoyaban su candidatura (e.g. el rito escocés, españoles, iturbidistas), siendo el mismo un rico terrateniente criollo que había luchado del lado de los realistas durante la Guerra de la Independencia.

"... Un hombre al que se considera como cabeza ostensible de su partido, y que será su candidato para la próxima presidencia, es el General Guerrero, uno de los jefes más distinguidos de la revolución. Guerrero no tiene educación formal, pero posee excelentes talentos naturales, combinados con una gran decisión y carácter, así como valor impávido. Su fuerte temperamento lo hace difícil de controlar"
 Joel R. Poinsett, Ministro de los Estados Unidos en México (i.e. Embajador)

Sin embargo, la Constitución de 1824 establecía que el presidente de la república sería designado por el voto de los 36 representantes de las legislaturas estatales de entre dos candidatos, uno no siendo vecino del estado en turno no por el voto popular. Los congresos estatales eligieron a Gómez Pedraza, quién obtuvo once votos, superando a Guerrero quién obtuvo nueve. Esto provocó el descontento popular, pues se especulaba que una elección directa hubiese favorecido a Guerrero. Por otra parte, Gómez Pedraza no renunció a su posición como Ministro de Guerra al ser elegido como candidato, por el contrario, utilizó a los comandantes militares que estaban a su cargo como agentes electorales y se declaró ganador antes de que terminara el conteo.
Como respuesta, los yorkinos radicales promovieron varias protestas en contra de Gómez Pedraza. Antonio López de Santa Anna se rebeló en Perote, mientras que Lorenzo de Zavala encabeza el Motín de la Acordada en Ciudad de México, lo que conduciría a la dimisión de Pedraza. Los jefes militares de varios estados protestaron el motín y prepararon sus ejércitos para defender el resultado de la elección, sin embargo gran parte de sus soldados se pronunciaron a favor de Guerrero, al igual que la mayoría de su población civil. Debido a ello, el Congreso desconoció a Gómez Pedraza señalando su elección como intrascendente, contraria a la voluntad popular y peligrosa para la República y la Independencia. El Congreso designó presidente a Guerrero, quien tomó posesión el 1 de abril de 1829, comprometiéndose a poner el Gobierno bajo la supervisión del pueblo y a respetar la soberanía de los Estados. Inicialmente, su gabinete presidencial estuvo conformado por José María Bocanegra como secretario de Relaciones Interiores y Exteriores, Francisco Moctezuma en Guerra y Marina, José Manuel de Herrera en Justicia y Negocios Eclesiásticos, y Lorenzo de Zavala en Hacienda.
Anastasio Bustamante, quién había quedado en tercer lugar en la elección con seis votos, ocuparía el puesto de vicepresidente. Este también había sido postulado como candidato por los yorkinos, con la aprobación de Guerrero. Supuestamente, dicha medida habría sido tomada para consolidar el apoyo del ala más conservadora y elitista de dicho rito y así evitar futuras confrontaciones, al conjuntar a un ex insurgente, Guerrero, con un ex realista, Bustamante.

## Presidente de México

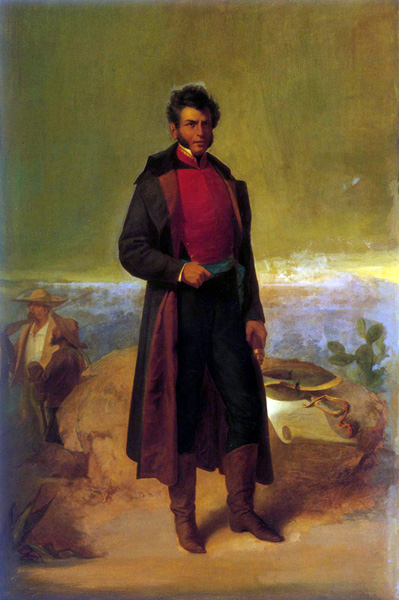
Óleo de Vicente Guerrero, por Ramón Sagredo (1865)

La presidencia de Guerrero duró ocho meses y medio. Sin embargo, Guerrero, como candidato del "Partido del Pueblo", gestionó la creación de escuelas públicas y trato de impulsar el plan nacional de educación gratuita que había ideado anteriormente con Bravo y Negrete, gestionó una reforma agraria favorable a los campesinos, intentó impulsar el desarrollo de la industria remarcando que era necesario "poner en movimiento" los recursos naturales del país y generar empleos para que los brazos mexicanos "no se debiliten en el seno de la ociosidad", creó un centro nacional de atención para los inválidos producto de las guerras, llamó a impulsar el comercio interno y con otros países, así como otros programas de naturaleza liberal:

Un estado libre protege las artes, la industria, las ciencias y comercio; y no premia más que la virtud y el mérito; si éste queremos adquirirlo, ocupémonos en cultivar los campos, las ciencias, y cuanto puede facilitar el sustento y entretenimiento al hombre: hagamos de modo que no siendo gravosos a la nación antes le aliviemos sus necesidades; ayudándole a reportar sus cargas y consolando a la humanidad afligida, conseguiremos también que la nación abunde en riquezas y prospere en todos sus giros.
Vicente Ramón Guerrero Saldaña, Manifiesto a sus compatriotas

Se ha hecho lugar común afirmar que Guerrero, debido a su falta de escuela y preferencias guerrilleras, no se ocupó casi de las cuestiones políticas, jurídicas e ideológicas[…] Pero esto es inexacto e injusto[…] Sustentaba la tesis --no frecuente en militares afortunados-- de que las causas se consolidan y se ganan, menos en el terreno de las armas que en el de los principios. Defendió cuanto pudo frente a las ambiciones de sus colegas, la autoridad legal y moral de los Poderes electos[…] a la que dio cobijo, recursos y protección[…] Creía --y predicaba con el ejemplo-- en el gobierno civil, no en el militarismo como sistema.
 Ernesto Lemoine, 1971, Vicente Guerrero y la Consumación de la Independencia

Además, durante su gobierno se gestionó a favor de la tolerancia religiosa, el fortalecimiento de la elección directa de representantes, el fortalecimiento del sistema federal y la democracia, agilizar la burocracia, el perdón a exiliados que habían beneficiado de alguna manera a la nación (como Nicolás Bravo), la supresión de los fueros militares y eclesiásticos, y la venta de bienes que habían pertenecido a la Inquisición.

"El interés de las localidades es el más adecuado para asegurar el interés de los individuos...El sistema federal me es tan caro como la independencia de la nación...Las autoridades se encuentran en todas las clases del pueblo"
Vicente Guerrero Saldaña, Presidente de México, 1829

Sin embargo, su gobierno e ideas liberales enfrentaron oposición por parte de los grupos conservadores, en particular del de los autonombrados "hombres de bien", partido formado por Anastasio Bustamante y Lucas Alamán con miembros del clero, el ejército y la clase acomodada y cuyo propósito era terminar con el gobierno de Guerrero y los liberales (a quienes etiquetaban como partido de "la masa" o de "la chusma") para restablecer las viejas formas, sosteniendo la ideología de que solo la clase acomodada y propietaria debía elegir y ser elegida gobernante. Dichos grupos se fortalecieron con el tiempo debido a la tolerancia de Guerrero, lo cual constituyó la mayor crítica a su gobierno, pues muchos yorkinos le urgían a tomar acciones ante la creciente hostilidad de dichos grupos. Por otra parte algunos yorkinos, como José María Bocanegra se opusieron a la influencia de Poinsett, quien finalmente fue expulsado del país.
Muchos estados de la república no estuvieron de acuerdo con las políticas fiscales que pretendió establecer el secretario de Hacienda Zavala y pidieron su salida, al considerar que el secretario trascendió de federalista radical a centralista radical. Por otra parte, el gobierno de Guerrero recibió al país en bancarrota, ya que había heredado problemas financieros producidos por la pérdida de capital debida a la quiebra de la casa inglesa donde el gobierno guardaba sus reservas. Su gobierno heredó también una deuda con los miembros del ejército, y aun así, tuvo que organizar la defensa ante un ataque inminente por parte de España.

### Derrota de la invasión española y respuesta de México, propuesta de invasión a Cuba
“¡Ciudadanos diputados y senadores!

Era ciertamente increíble que una nación como la española, sin virtudes, sin opinión y sin recursos se obstinase en llevar adelante la loca empresa de reconquistar á México. Empero la experiencia hoy nos muestra lo contrario, y sabemos que los esclavos de Fernando VII osaron ya profanar el territorio de la República.

¡Miserables! Ellos ignoran que los mexicanos son siempre independientes; que conocen sus derechos; que saben ser libres; y que se les insulta al ofrecerles la degradante condición de colonos, á que en tiempos menos dichosos fueron reducidos por un triste aventurero el año de 1519.”
Vicente Guerrero, 4 de agosto de 1829.

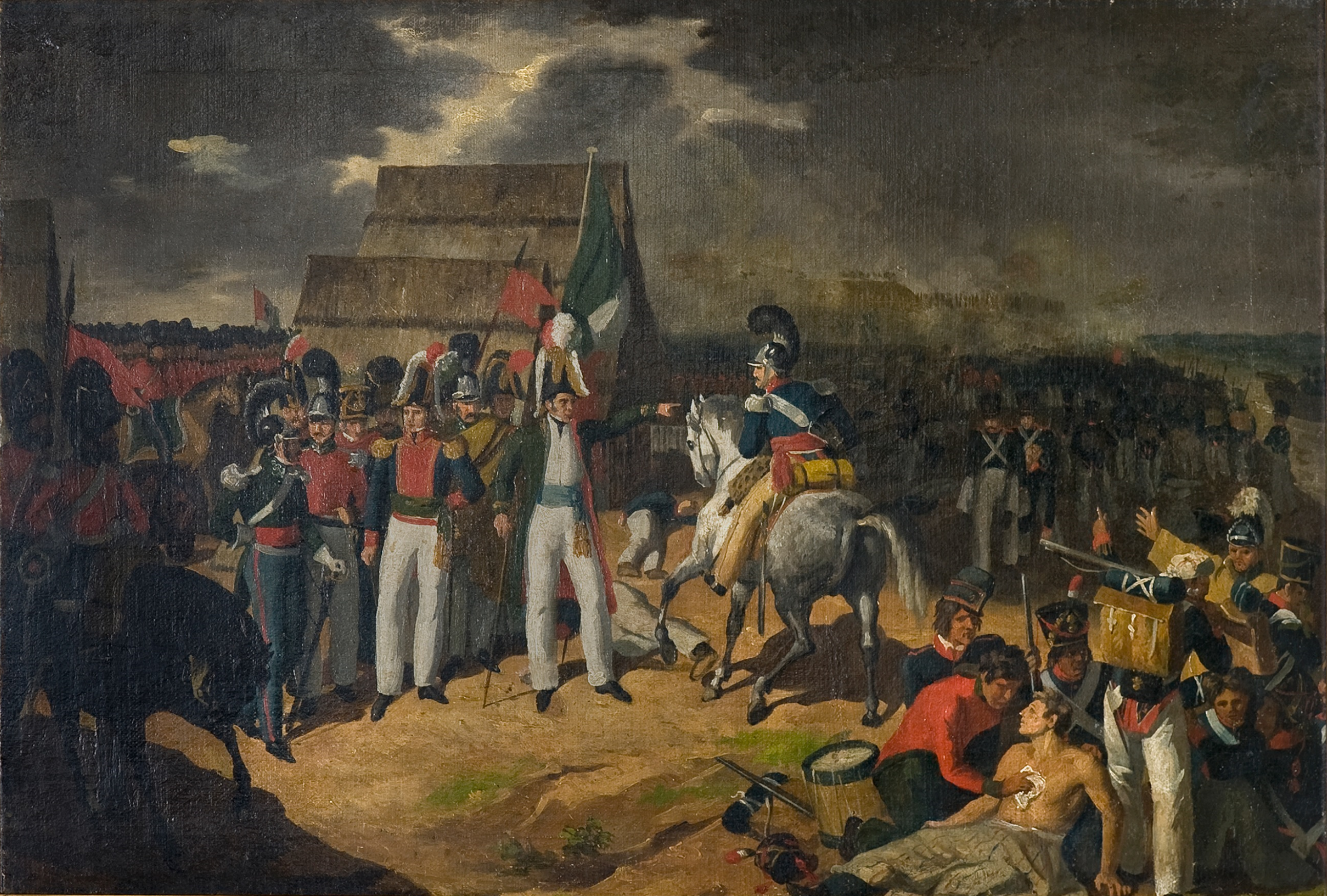
Ejército mexicano derrota a las fuerzas españolas invasoras el 11 de septiembre de 1829 en Tampico.

En septiembre, la armada española intentó reconquistar México, al mando del brigadier Isidro Barradas, quien fue derrotado fácilmente en Tampico por las tropas y generales enviados por Guerrero: Antonio López de Santa Anna y Manuel de Mier y Terán. Un intento de invasión anterior al de Barradas había sido ya suprimido por el ejército y marina de Guerrero. Tras la invasión fallida de Barradas, los oficiales españoles y mexicanos firmaron un tratado en el que se concedía indulto a los vencidos y en el que se garantizaba respetar las propiedades de los españoles, a cambio de la promesa de que no habría intentos de invasión posteriores.
Sin embargo, lo anterior no hizo desistir a España de su empeño en 'reconquistar' México. Los planes de 'Reconquista' no cesaron desde la independencia, y los encuentros militares entre las marinas española y mexicana eran comunes desde entonces. En octubre y noviembre de 1829, noticias de que España enviaba hacia Cuba (todavía provincia española) nuevos contingentes armados para este fin, obligaron a Guerrero a invertir y obtener recursos para mantener una fuerza regular para la defensa del país. Para contrarrestar la amenaza de una invasión española y responder a la invasión de Barradas, algunos liberales deciden pagar con la misma moneda. El Coronel y congresista veracruzano José Ignacio Basadre, español de nacimiento y anteriormente miembro de los Dragones de Nueva Galicia, es comisionado por Guerrero y el Congreso para estudiar la posibilidad de una invasión a la Capitanía General de Cuba, la provincia española más importante en el Caribe. La idea ya había sido planteada con anterioridad por Simón Bolívar (sugiriéndosela a México y Colombia) y también durante el gobierno de Guadalupe Victoria, también como respuesta a los intentos de Reconquista, sin embargo no fue ejecutada aunque se reunieron tropas para ello. Inicialmente, incluso el conservador Lucas Alamán se pronunció a favor de la invasión, señalando que: "Cuba sin México está destinada al yugo imperialista, México sin Cuba es un prisionero del Golfo de México" (sic). Eventualmente, la invasión a Cuba no fue autorizada por Guerrero pues se argumentó a favor de la fraternidad entre los peninsulares y los latinoamericanos; sin embargo, la posibilidad de una contraofensiva militar por parte del gobierno de Guerrero, con el respaldo diplomático de otros países latinoamericanos en caso de ejecutarse, obligó al gobierno español y al Gobernador de Cuba a adoptar una actitud defensiva en lugar de ofensiva.

### Abolición de la esclavitud y derechos humanos

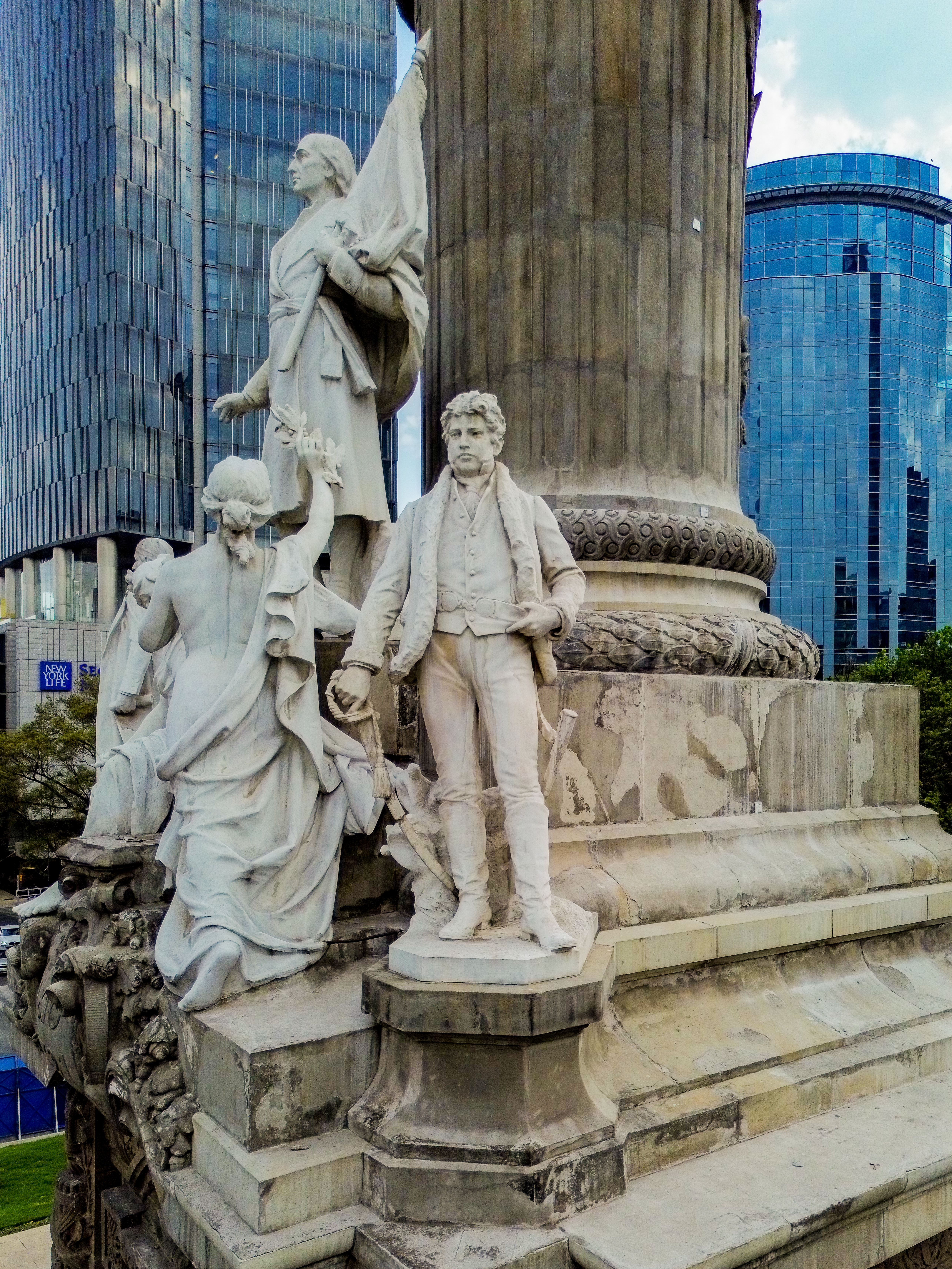
Escultura de Vicente Guerrero en el Monumento a la Independencia, Ciudad de México.

El 15 de septiembre de 1829, siendo aún presidente, Vicente Guerrero expidió el decreto de Abolición de la esclavitud, el cual había sido promulgado por Miguel Hidalgo en Guadalajara el 6 de diciembre de 1810. Mediante este acto protocolario se oficializó la postura de la república mexicana.

1. Queda abolida la esclavitud en la República
2. Son por consiguiente libres los que hasta hoy se hubieren considerado como esclavos
3. Cuando las circunstancias del erario lo permitan, se indemnizará a los propietarios de esclavos, en los términos que dispusieran las leyes

Vicente Guerrero, 15 de septiembre de 1829

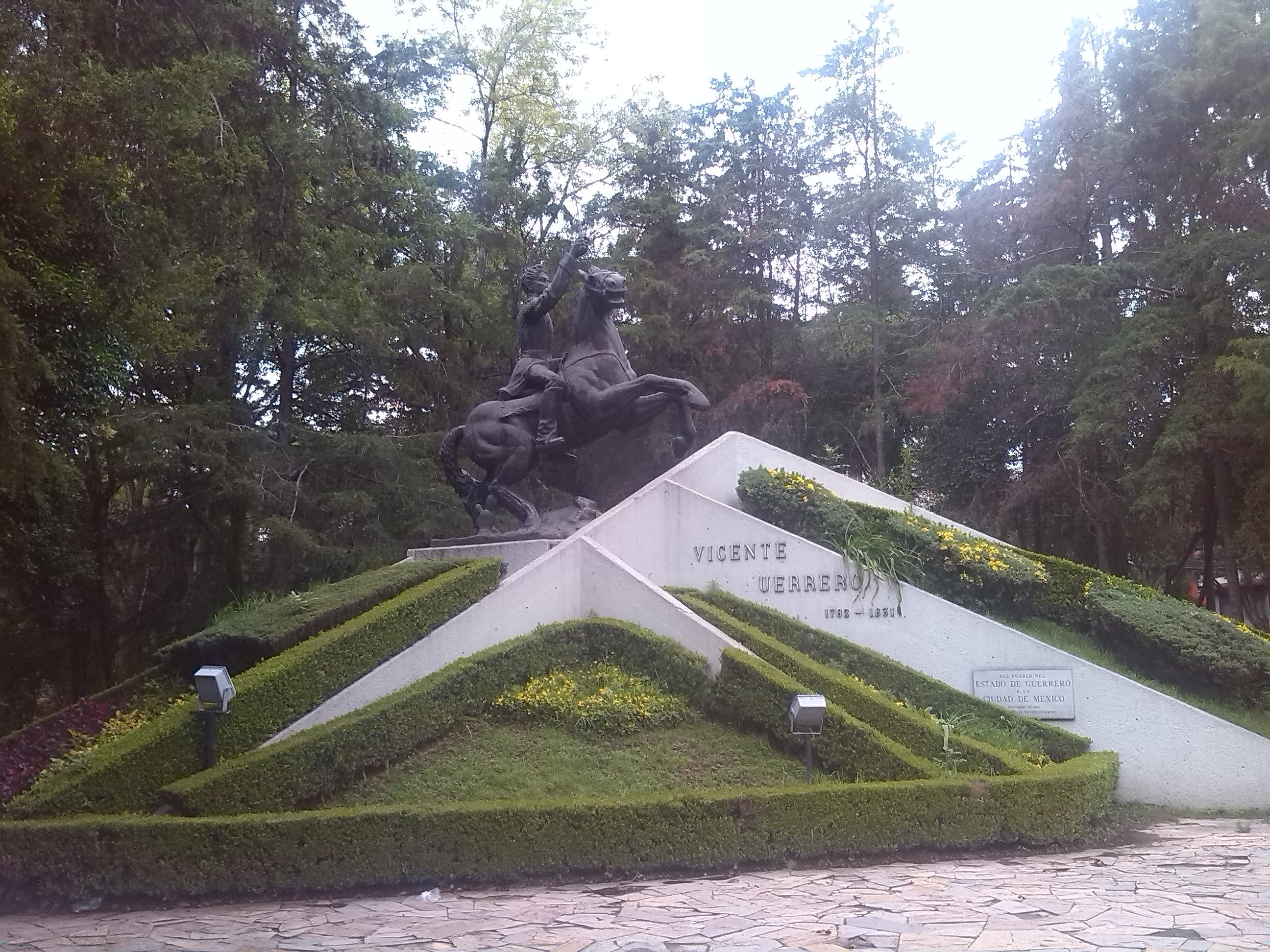
Monumento a Vicente Guerrero en la Ciudad de México.

La abolición de la esclavitud por parte de Guerrero fue una de las más importantes contribuciones a los derechos humanos durante el siglo XIX, no solo en el Continente Americano y por la cercanía de México a los Estados Unidos, sino porque en esto se aventajó también a muchos países europeos. España la esclavitud no se abolió sino hasta 1880, mientras que Argentina la abolió en 1853 y Brasil en 1888. En el Caribe, con la excepción de Haití, la esclavitud fue la base de la economía de plantación, lo mismo que en el sur de Estados Unidos. Los productores de café, tabaco, azúcar y algodón desde el Brasil hasta Chesapeake se beneficiaron del desarrollo industrial europeo, en especial del británico, y su alta demanda de materias primas. Al mismo tiempo, la abolición de la esclavitud en Haití, que había sido el motor de la economía atlántica de esclavos y azúcar, permitió que las plantaciones esclavistas floreciera en otros lugares. En Cuba, la llegada de capitales desde México (ocasionada por la independencia y la expulsión de españoles), dio un fuerte impulso a esa economía esclavista.
La abolición de la esclavitud promulgada por Guerrero también fue una llamada de atención a los españoles de Cuba, quienes habían organizado el intento de reconquista.
Esta postura oficial fue adversa a los intereses de los numerosos colonos de origen estadounidense que poblaban el estado de Texas, quienes defendían ideológicamente y dependían económicamente del esclavismo. Años más tarde el decreto fue una de las razones que dieron lugar a la Independencia de Texas, aunado al Destino Manifiesto y la Doctrina Monroe que por medio de intrigas promovieron los embajadores plenipotenciarios Joel R. Poinsett y Anthony Butler. Sin embargo, los levantamientos en Texas no ocurrieron sino hasta después de que Santa Anna llegó al poder, ya que el mismo Stephen F. Austin, el llamado 'Padre de Texas', reconoció las virtudes del Gobierno de Guerrero:

“Este Gobierno es el más liberal y munificente (N.B. generoso, tolerante) sobre la tierra con los emigrantes –después de estar aquí un año, te opondrás a cualquier cambio, aunque fuera a favor del Tío Sam”
Stephen Fuller Austin, 1829, carta a su hermana describiendo las bondades del Gobierno de Vicente Guerrero de México y de Texas en particular

### Pronunciamiento de los "hombres de bien", y la rebelión en el Sur

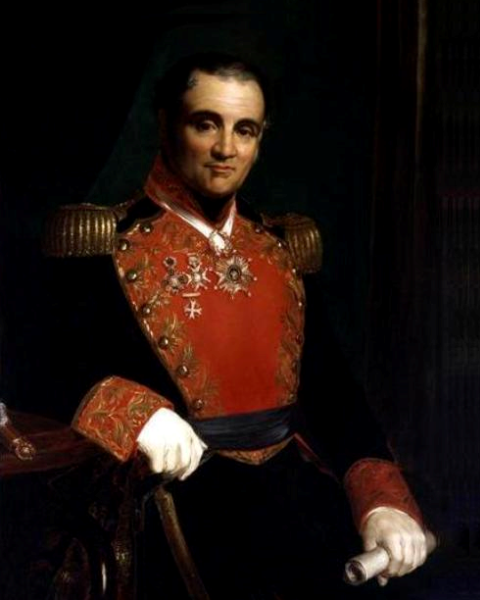
Anastasio Bustamante quién era Vicepresidente del gobierno de Vicente Guerrero, lo traicionó en un golpe de estado en diciembre de 1829, para que esté alcanzará la presidencia.

Para enfrentar la crisis económica, la división política, y fortalecer las capacidades de defensa del país ante otro intento de reconquista española, Guerrero obtuvo poderes extraordinarios del Congreso. Lorenzo de Zavala impulsó una reforma fiscal que promovía la creación de impuestos directos federales. Esto ocasionó que los políticos de los estados lo acusaran de centralista, porque hasta entonces solo los estados habían implementado ese tipo de impuestos. Guerrero fue acusado de violar la Constitución y actuar de manera ilegal. El vicepresidente Anastasio Bustamante, encabezó en diciembre de 1829 una rebelión en contra del presidente cobijándose en el Plan de Jalapa, cuyos argumentos principales eran restablecer la Constitución y combatir la rebelión centralista en Campeche, de la cual culpaban injustificadamente a Guerrero. Lorenzo Zavala fue destituido del cargo de Hacienda.
La prensa se mostró favorable a la rebelión de Bustamante. Incluso algunos liberales como José María Luis Mora estaban en contra de Guerrero. El 16 de diciembre de 1829 el presidente salió a combatir a los rebeldes. En la ciudad de México, un grupo encabezado por José Ignacio Esteva, el gobernador del Distrito Federal, procedería a tomar Palacio Nacional y obligar al presidente interino, José María Bocanegra, a renunciar. Luis Quintanar y Lucas Alamán se pondrían al frente del gobierno junto con Esteva. El Congreso y el Senado declararon a Guerrero incapacitado para gobernar, por lo que el vicepresidente Anastasio Bustamante quedó a cargo del poder ejecutivo. Si al comienzo de su gobierno tuvo apoyo de varios liberales, muy pronto personajes como Mora, Vicente Rocafuerte y Andrés Quintana Roo se pasaron a la oposición.
Guerrero se dirigió al sur, donde había combatido durante sus años de lucha independentista. Las tropas federales lo persiguieron. Guerrero propondría tregua varias veces a Bustamante, ofreciendo renunciar a la presidencia si se convocaba a nuevas elecciones, lo cual el vicepresidente rechazaría.
Hostigado por las fuerzas bustamantistas, Guerrero se había retirado a Tixtla. Su nueva rebelión, llamada entonces "la Guerra del Sur", cobraría fuerza en Michoacán, tras instigar Lucas Alamán el derrocamiento militar del gobernador de dicho estado, lo cual provocó levantamientos populares en contra de lo que se reconoció como opresión del gobierno central. Guerrero, junto con Juan N. Álvarez y Gordiano Guzmán tomaron entonces control de la Tierra Caliente de Michoacán y del hoy Estado de Guerrero con el apoyo de los habitantes de la región, una de las pocas que los realistas no habían podido nunca controlar. Los surianos logran derrotar definitivamente a Armijo, quién había sido enviado a sofocar la rebelión popular. Sin embargo, la "Guerra del sur" terminaría con el secuestro y asesinato de Guerrero, no capturado en batalla, sino a través de una intriga y traición planeada por Bustamante y sus allegados.

Tal ha sido el fruto de un pronunciamiento (N.B. el de Bustamante) que causa miles de desgracias a la patria, entorpece la marcha majestuosa de las instituciones federales, ataca a sus legislaturas, destruyendo varias de ellas, asesina desgraciados en mazmorras horribles, separa de su suelo hombres ilustres, hace correr la sangre de centenares de víctimas... en caldasos públicos perecen hombres que han dado días de gloria a la nación, y que por último era reservado a los perjuros de la constitución y las leyes destruir la representación nacional y arrancar con violencia del santuario a sus dignos representantes... ¿Y cuándo a los verdaderos federalistas se les trata de este modo acerbo?¿Cuál es la política que se guarda con los que han fijado el centralismo en dos estados?...En tan desgraciadas circunstancias es mi deber auxiliar a los estados para que recobren su soberanía altamente ofendida, sin dar cumplimiento a las leyes retroactivas que son dictadas en medio del temor y las amenazas de las bayonetas: no aspiro al mando...solo quiero que las legislaturas sean repuestas y respetadas...Pueblos todos: juzgad vuestra causa y que nada os intimide, siempre me he congratulado de perteneceros...Si dejo mi pacífico hogar y mi cara familia es porque veo correr impunemente la sangre de los mexicanos en Zamora, Valladolid y muchos otros puntos...Al ceñir la espada y ponerme a vuestro lado recuerdo con placer que me habeís dado ejemplo de valor y entusiasmo por la sagrada libertad, y que firmes en vuestros juramentos, defendereís el gobierno representativo popular federal: de ambos serán las fatigas de la campaña, más de vosotros serán los laureles de la victoria
Vicente Guerrero Saldaña, Acapulco, octubre 1830, a la Soberana, Libre e Independiente Nación Mexicana

## Últimos años y muerte

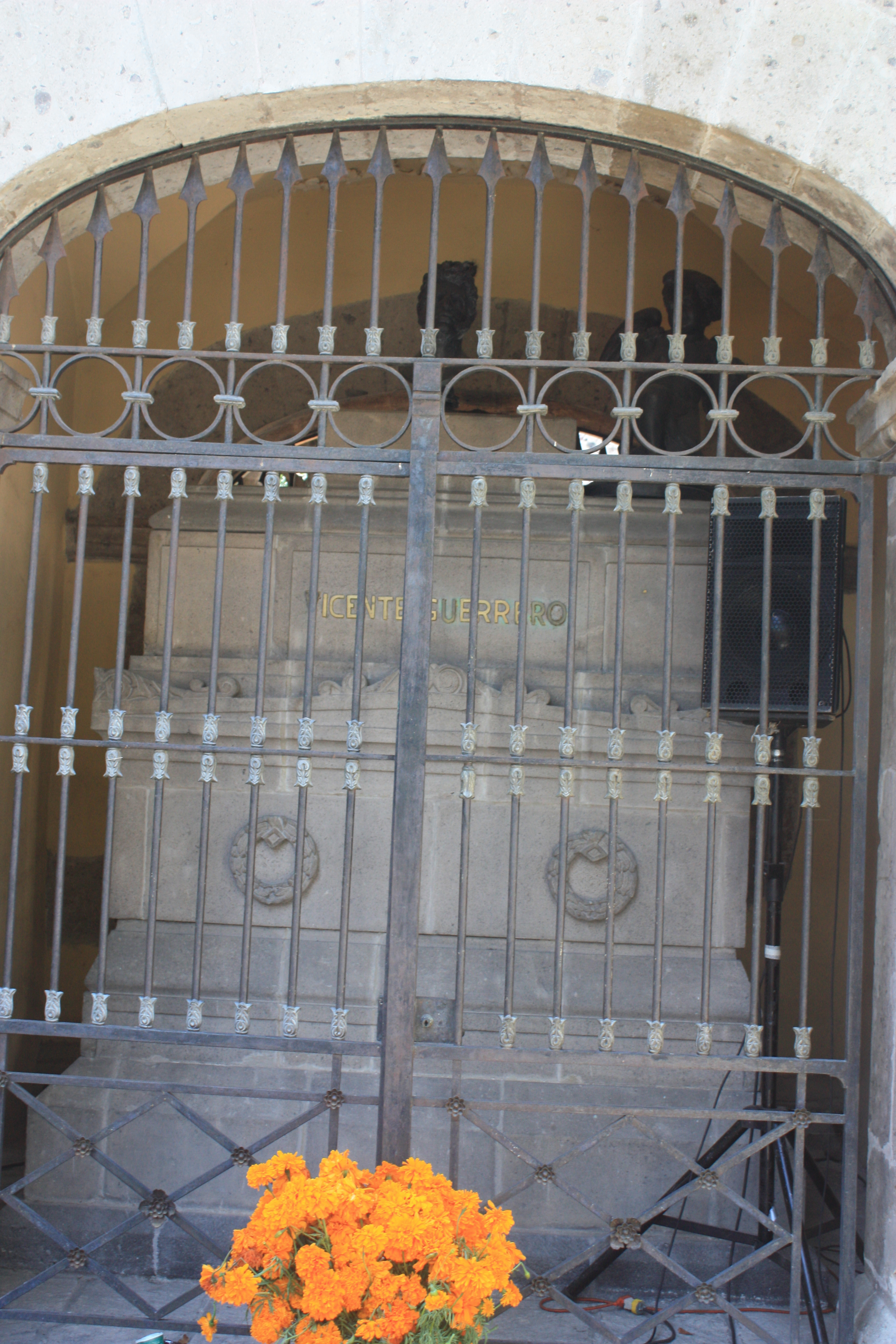
Sepulcro vacío de Vicente Guerrero en el Museo Panteón de San Fernando de la Ciudad de México, donde también se encuentran su hija y su yerno.

El 15 de enero de 1831, en la playa Tlacopanocha, en Acapulco, Vicente Guerrero recibió la invitación a almorzar con el capitán del bergantín Colombo, Francisco Picaluga, mercenario genovés. Una vez a bordo, él y sus colaboradores fueron aprehendidos sorpresivamente. De inmediato, el barco levaría anclas. La traición ocurrió a cuenta de 50 000 pesos, que había ofrecido el ministro de Guerra José Antonio Facio, por indicaciones del vicepresidente, Gral. Anastasio Bustamante, líder de la sublevación en contra del presidente Guerrero. Sobre la reacción de Guerrero, el historiador Juan de Dios Arias comentaría lo siguiente:

“No le faltó ánimo ni valor para oponerse a la revolución; lo que le faltó fue el patriotismo de quienes estaban obligados a ayudarle y sostenerle… en un círculo de perjuros y traidores, y que en vano habría querido resistir a una rebelión consumada por las tropas del gobierno, acaudillada por el vicepresidente de la República”
Juan de Dios Arias, México a través de los siglos

Guerrero fue transportado al puerto de Santa María de Huatulco, fue entregado a cuatro oficiales que esperaban el arribo de la embarcación en la playa que desde entonces se denomina La Entrega; entre ellos, se encontraban el capitán José Miguel González, el teniente Fuentes y el alférez Maciel del 4° de Caballería. El 25 de enero, Guerrero comenzó a ser interrogado por el fiscal José María Llanes, capitán del batallón activo de Jamiltepec. Llanes enfermó durante el juicio militar, por lo que Joaquín Ramírez y Sesma ordenó a Nicolás Condelle continuar el proceso como juez-fiscal y al alférez del 11° regimiento, Juan Ricoy, como secretario. El defensor fue el subteniente Francisco Cosío. El consejo de guerra ordinario que juzgó a don Vicente Guerrero adolecía de competencia constitucional. El general Guerrero era el presidente de la República Mexicana, y a pesar de las intenciones de los partidarios del Plan de Jalapa para destituirlo, el único tribunal competente para juzgar a don Vicente Guerrero bajo cualquier supuesto, según decreto del 7 se septiembre de 1829 en la constitución correspondía únicamente a  la Corte Suprema de Justicia y asimismo en dicho decreto se  declaraba expresamente que los consejos de guerra no aplicaran la pena de muerte. Guerrero fue condenado a la pena de muerte. Fue fusilado el 14 de febrero de 1831 en Cuilápam, Oaxaca.
En 1833, Bustamante y miembros de su gabinete son llevados ante la justicia por el asesinato de Guerrero. Juan N. Álvarez, quien intentó evitar el asesinato de Guerrero, acusa a Bustamante de haberle obligado a tomar las armas en defensa propia y para defender las instituciones. Asimismo, José Antonio Barragán acusa a Bustamante por "haber hecho la guerra a muerte" a los patriotas que sostenían a las instituciones y los derechos de Guerrero como presidente. Asimismo, tres legisladores de Oaxaca solicitan el cambio de nombre de Cuilápam a "Ciudad Guerrerotitlán", para honrar y reivindicar la memoria del insurgente. Bustamante y sus aliados niegan los cargos, alegando que pagaron a Picaluga para adquirir su barco, y que fue una casualidad que este decidiera entregarlo en la playa en la que aguardaban las fuerzas que aprehenderían a Guerrero. Por otra parte, los bustamantistas hacen desaparecer los archivos concernientes a las órdenes recibidas por las fuerzas aprehensoras y a los tratos con Picaluga. Sin embargo, testigos a bordo del Colombo, de ambos bandos, declararían después que Guerrero fue hecho prisionero en un camarote bajo doble guardia armada, y que varios de sus acompañantes fueron inmovilizados con cuerdas y grilletes.
Lucas Alamán, campeón de la ideología conservadora y supremacista español y uno de los eruditos del país, es llevado a juicio por el Congreso como autor intelectual del asesinato de Guerrero. Alamán velaba por los intereses de los descendientes de Hernán Cortés en México (fungiendo como apoderado de los Duques de Terranova y Monteleone); además, su familia apenas había logrado escapar de los ejércitos de Miguel Hidalgo al inicio de la Guerra de Independencia, por lo que el conservador guardaba especial rencor hacia los insurgentes, a quienes equipara con los aztecas, independientemente de su lugar de procedencia. De Guerrero, llegó a decir que sus luchas tenían "el carácter de las invasiones que hacían los pueblos bárbaros del norte sobre la provincia romana". Alamán fue absuelto por la corte en 1835, previa intervención de Santa Anna, quien le permitió dirigir su propia defensa. Sin embargo, antes de morir, Alamán declararía que el ministro de Guerra José Antonio Facio y el ministro de Justicia José Ignacio Espinosa Vidaurre habían votado por la muerte, mientras que el ministro de Hacienda Rafael Mancini y el ministro de Relaciones Lucas Alamán por el destierro, y que el vicepresidente Anastasio Bustamante tomó la decisión final.
Después de derrocar a Guerrero, y también después de su ejecución, se permite la entrada a muchos españoles que habían sido expulsados por conspiración y otros cargos mayores. La muerte de Guerrero fue festejada públicamente por sus enemigos, lo cual provocó gran malestar tanto entre los liberales y partidarios de Guerrero como en la mayoría de la población. Varios congresistas y liberales responsabilizan entonces también a los españoles de la muerte de Guerrero, acusándolos de atentar desde un principio contra el orden democrático y republicano. Bustamante y sus seguidores cercanos serían después expulsados del país.
El asesinato de Guerrero se convirtió en un escándalo internacional. Tras proceso, el gobierno de Génova declara a Picaluga "bandido de primero orden", y le dicta sentencia de muerte; el gobierno de Centroamérica pide que se hunda el Colombo; en México, los militares que participaron en el proceso en su contra fueron expulsados del ejército.
Los restos de Vicente Guerrero reposaron en el Panteón de San Fernando, junto a su hija y yerno hasta 1925, cuando fueron trasladados a la Columna de la Independencia en la Ciudad de México y ahí descansaron hasta el 30 de mayo del 2010, fecha en que fueron trasladados al Museo Nacional de Historia para su conservación, análisis, autentificación y exhibición durante los festejos del bicentenario de la independencia, al final del cual regresaron al monumento ya mencionado.

## Legado
Vicente Guerrero es un héroe nacional, Benemérito de la Patria, consumador de la Independencia y fundador de México, en 1849 se nombró en su honor el Estado de Guerrero, varias escuelas, calles y hospitales llevan su nombre hoy en día, también se encuentra inscrito con letras de oro en el Muro de Honor del Palacio Legislativo de San Lázaro junto con su célebre frase: "La patria es primero". Además, todos los años el 14 de febrero, la bandera mexicana es izada a media asta en conmemoración de su fallecimiento.

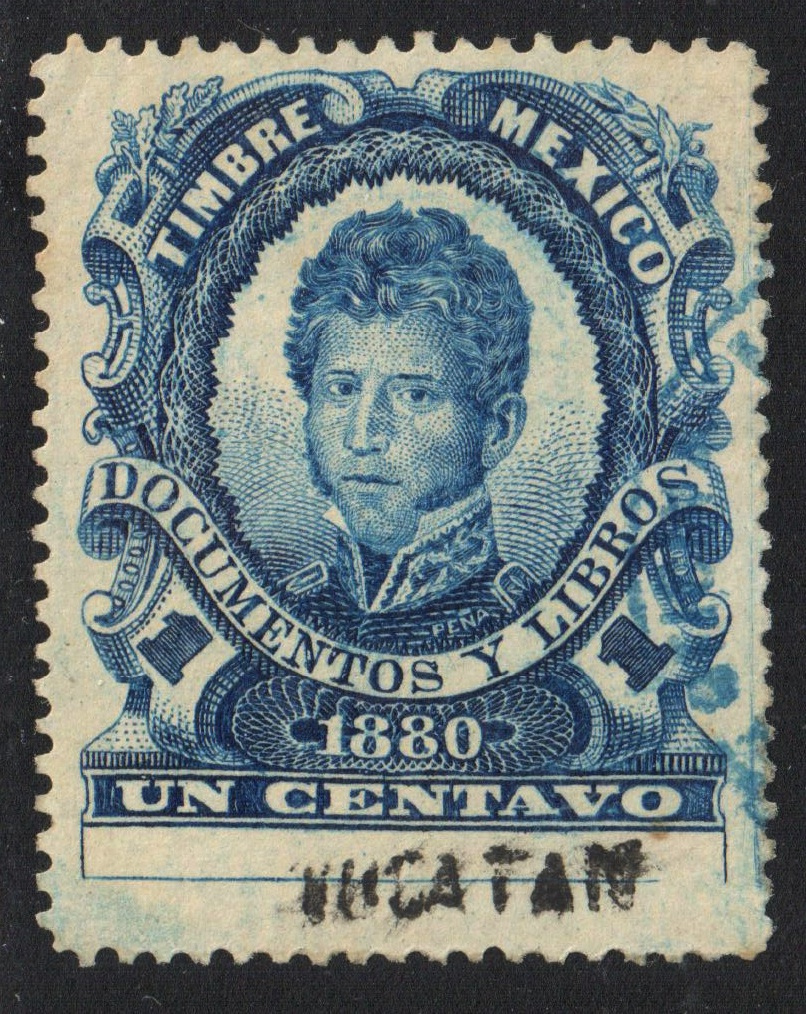
Estampilla con retrato de Vicente Guerrero

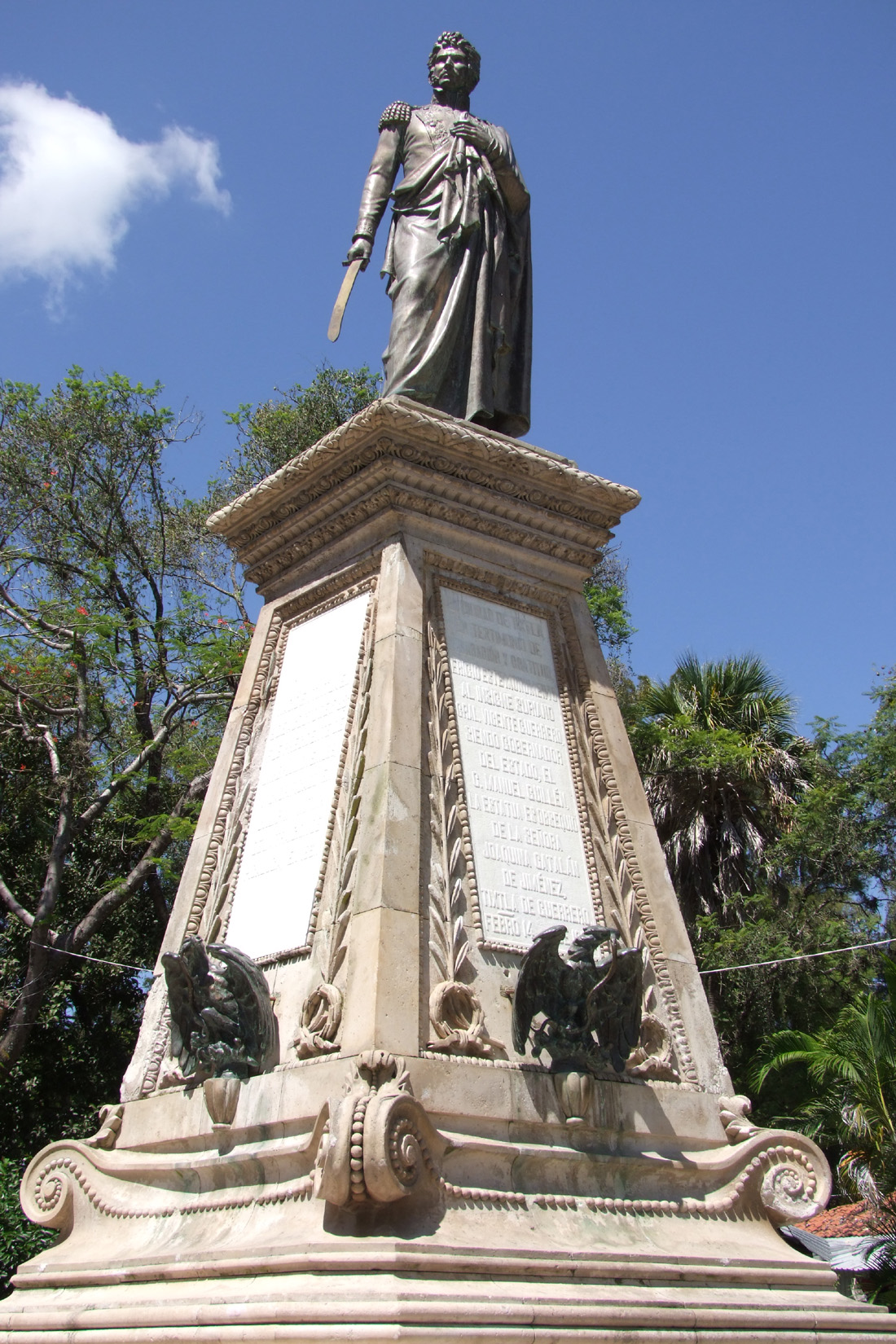
Monumento a Vicente Guerrero en Tixtla.

### Patriotismo y Estado nombrado en su honor
La frase "Mi Patria es Primero" es el lema del estado de Guerrero, nombrado en su honor.

GUERRERO (soneto)

En los montes del Sur, Guerrero un día,

alzando al cielo la serena frente,

animaba al ejército insurgente

y al combate otra vez los conducía.

Su padre en tanto, con tenaz porfía,

lo estrechaba entre sus brazos tiernamente

y en el delirio de su amor ardiente

sollozando a sus plantas le decía:

Ten piedad de mi vida desgraciada;

vengo en nombre del rey, tu dicha quiero;

poderoso te haré; dame tu espada.

¡Jamás! – Llorando respondió Guerrero;

padre tu voz es, para mí, sagrada,

más la voz de mi patria es lo primero.
José Rosas Moreno

HIMNO A GUERRERO
Coro:
Patriotas Surianos gozosos cantad 

Un himno a Guerrero caudillo inmortal

Que allá en las montañas luchando tenaz

A México esclavo le dio libertad
Estrofa I:
Así celebremos el día en que nació 

El bravo insurgente que patria nos dio 

Con fuego arranquemos de dulce laúd 

Cadencias que expresan amor, gratitud
Coro:
Patriotas Surianos gozosos cantad 

Un himno a Guerrero caudillo inmortal

Que allá en las montañas luchando tenaz

A México esclavo le dio libertad

Le dio libertad

Le dio libertad

Le dio libertad

Francisco Figueroa Mata

### Himno Nacional
Se ha sugerido también, que las estrofas VIII y IX de la versión original del Himno Nacional Mexicano hacían sutil referencia a Vicente Guerrero, los Bravo, y a los insurgentes en general. Su autor Francisco González Bocanegra fue sobrino de José María Bocanegra, ministro de Relaciones Interiores y exteriores durante el gobierno de Guerrero y nombrado presidente interino por este el 18 de diciembre de 1829, tras solicitar licencia para salir a combatir a los sublevados al mando de Bustamante.

VIII
Vuelva altivo a los patrios hogares
el guerrero a contar su victoria,
ostentando las palmas de gloria
que supiera en la lid conquistar.
Tornáranse sus lauros sangrientos
en guirnaldas de mirtos y rosas,
que el amor de las hijas y esposas
también sabe a los bravos premiar.
IX
Y el que al golpe de ardiente metralla
de la Patria en las aras sucumba
obtendrá en recompensa una tumba
donde brille de gloria la luz.
Y de Iguala la enseña querida
a su espada sangrienta enlazada,
de laurel inmortal coronada,
formará de su fosa la cruz.